# Luis Carlos Secuelo
Luis Carlos Secuelo (Germania, Buenos Aires - Mar del Plata, 1 de diciembre de 2014) fue un periodista deportivo argentino.

## Trayectoria
Se desempeñó en Mar del Plata en varias emisoras y diarios, como Radio Atlántica, la emisora local de La Red y el diario La Capital. También integró el Círculo de Periodistas Deportivos, del que fue vicepresidente.

## Distinciones
Obtuvo la distinción de ser Vecino Destacado de la ciudad costera en 2012. Dos años antes el Concejo Deliberante le había otorgado una distinción al Mérito Deportivo por sus cincuenta años de trayectoria.